# Madeja (textil)

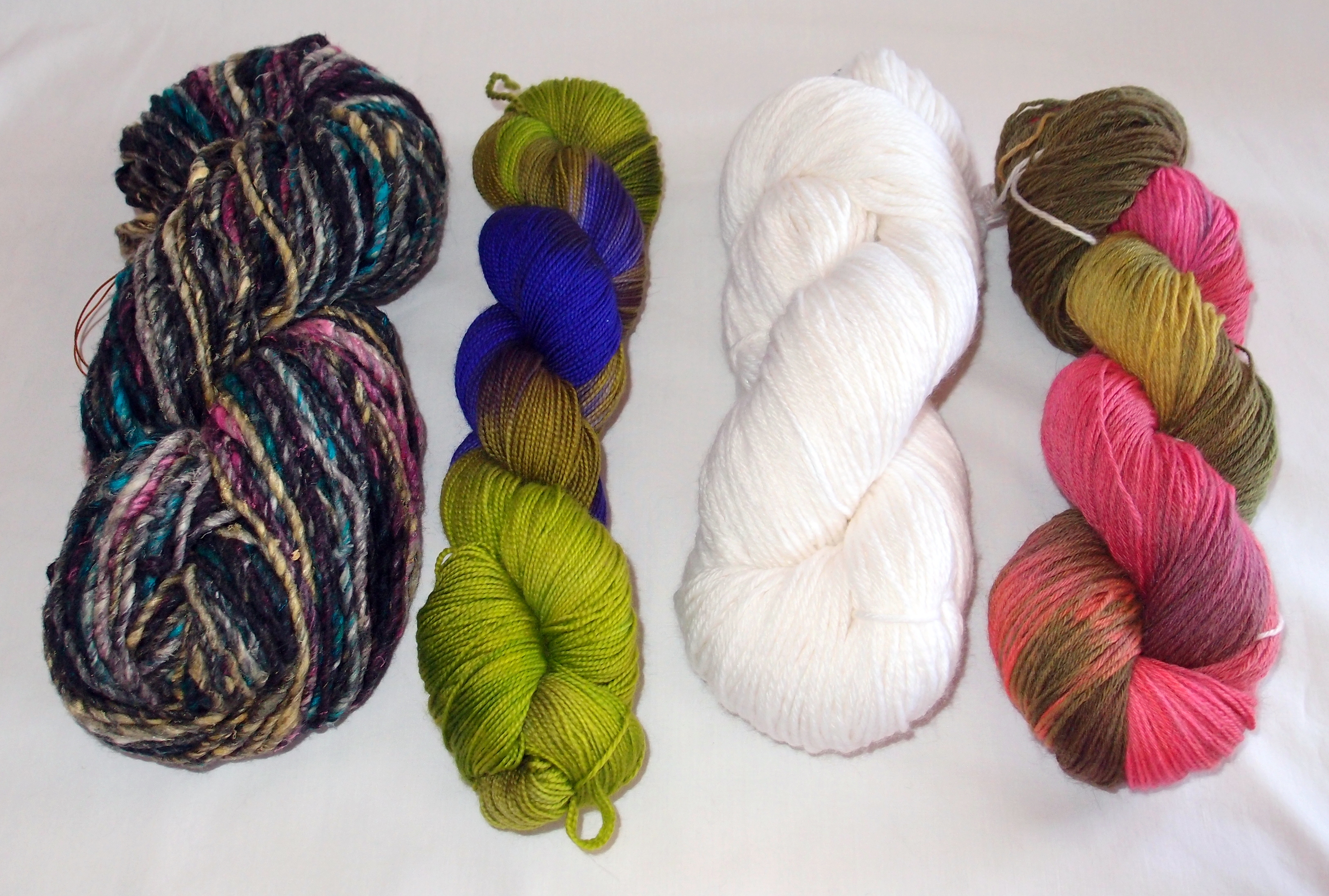
Ejemplos de madejas.

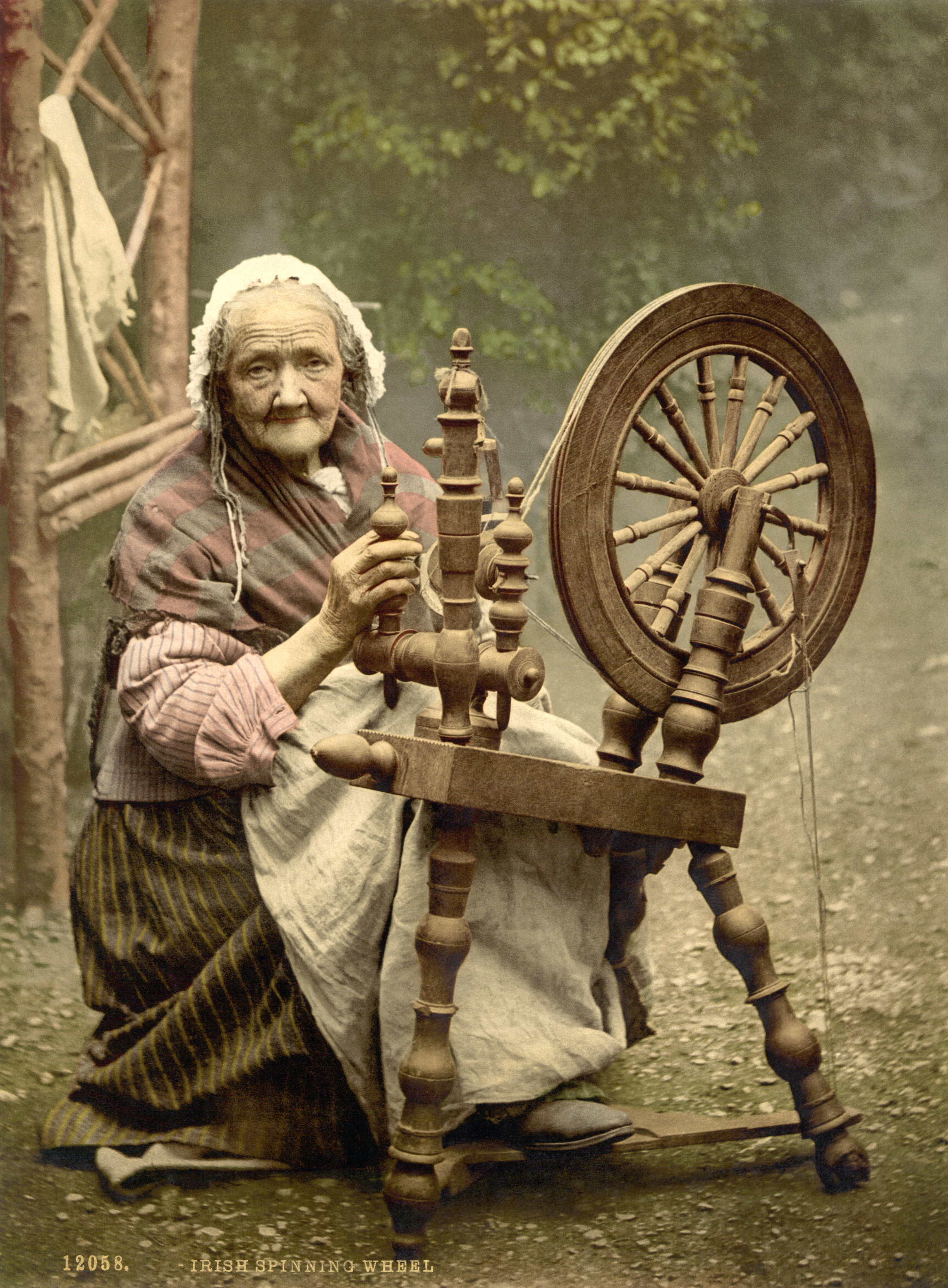
Anciana irlandesa con una rueda de hilar a finales del.

Una madeja (del latín mataxa) es un hilo recogido en vueltas iguales sobre un torno o aspadera, para que luego se pueda devanar fácilmente. La mayor parte de las que se venden en comercios son de lana, algodón, lino, seda, etc., y se usan, principalmente, para tejer. Aunque también tienen otros usos: determinados animales domésticos, como los gatos, se entretienen jugando con ella; asimismo, son usados en juegos grupales, como el juego del "ovillo de lana".

## Galería

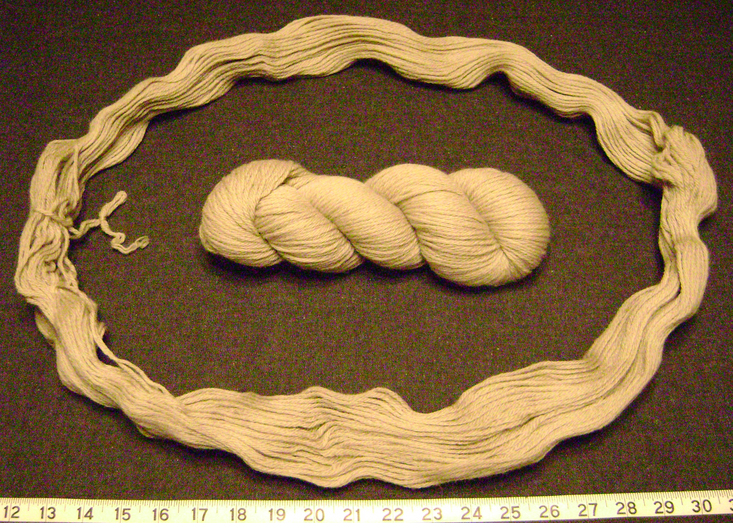
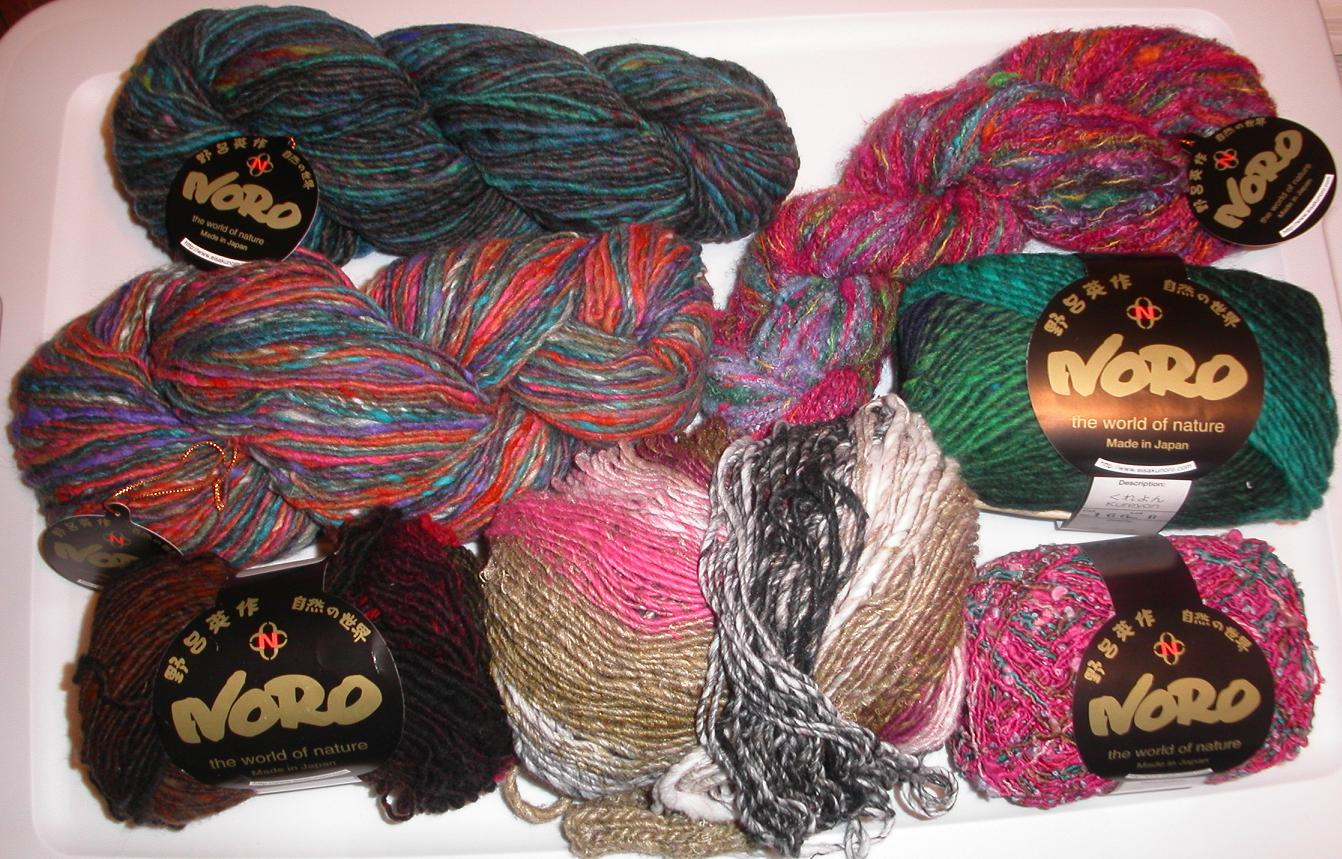
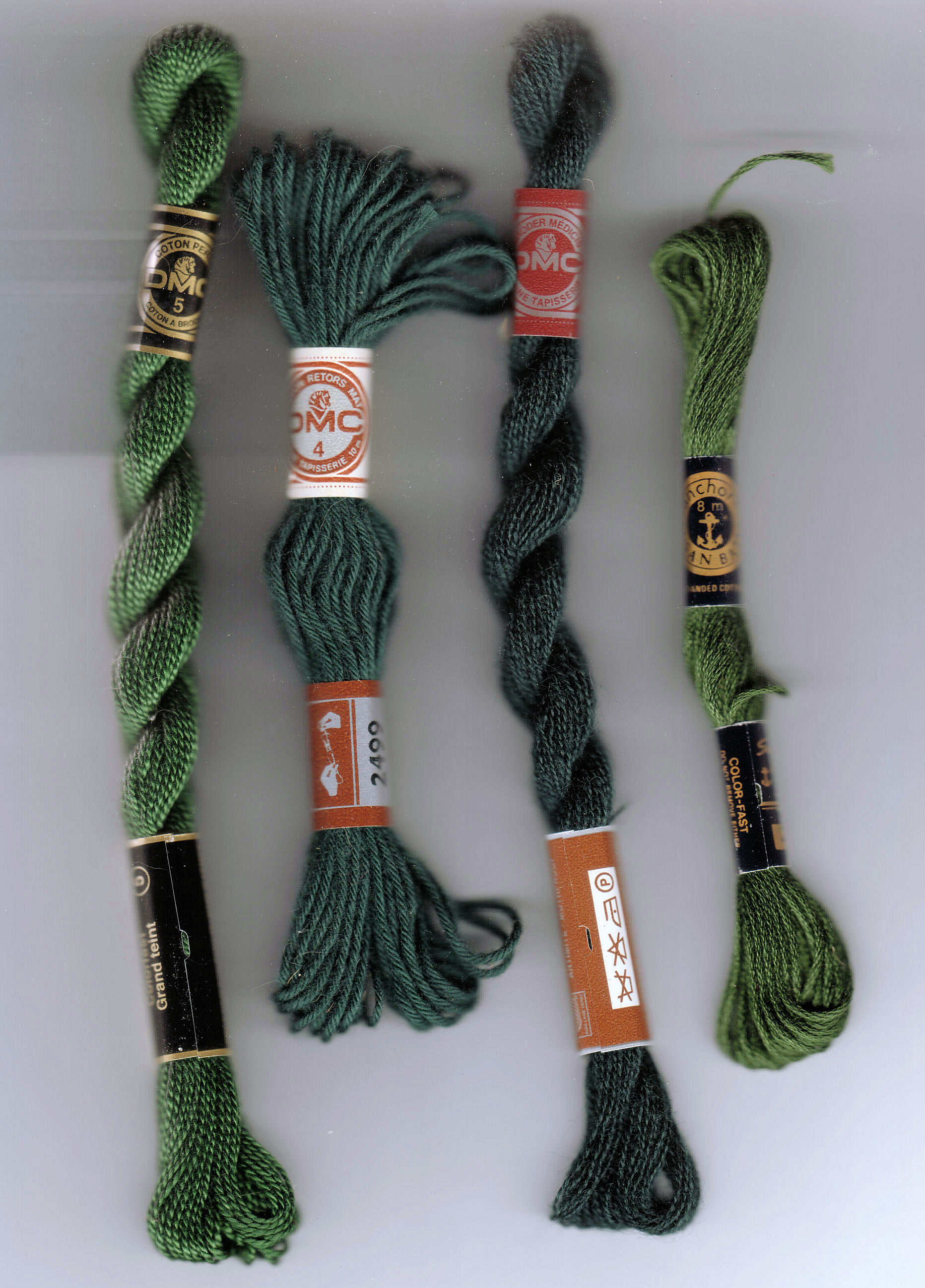